# Quararibea jefensis
Quararibea jefensis é uma espécie de angiospérmica da família Bombacaceae.
Apenas pode ser encontrada no seguinte país: Panamá.
Está ameaçada por perda de habitat.